# 불릿필리아들의 암시장 ~ 100th Black Market.
불릿필리아들의 암시장 ~ 100th Black Market.(バレットフィリア達の闇市場 〜 100th Black Market., バレットフィリアたちのやみしちょう)은 동인서클 상하이 앨리스 환악단이 제작한 동방 프로젝트의 여섯번째 외전 작품이다. 2022년 8월 14일 100th 코믹마켓과 스팀을 통해 출시되었다.

## 게임 플레이
플레이어가 매 스테이지마다 반복적으로 도전하면서 능력 카드를 수집해야 한다.